# Alexander Schwolow
Alexander Schwolow, né le 2 juin 1992 à Wiesbaden, est un footballeur allemand qui joue au poste de gardien de but.

## Biographie

### En club

#### SC Fribourg (2008-2014)
Alexander Schwolow intègre le centre de formation du SC Fribourg en 2008, dans la catégorie des moins de 17 ans, en provenance du SV Wehen Wiesbaden, club de sa ville natale. Lors de la saison 2010-2011, il est promu en équipe réserve du SC Fribourg qui évolue en Regionalliga.
Le 10 mai 2014, il dispute son premier match professionnel lors de la dernière journée de Bundesliga face à Hanovre 96 (défaite 3-2).

#### Prêt à l'Arminia Bielefeld (2014-2015)
Pour la saison 2014-2015, barré en équipe première au SC Fribourg par Roman Bürki, récemment recruté pour pallier le départ d'Oliver Baumann au TSG Hoffenheim, il est prêté à l'Arminia Bielefeld en troisième division.
Il est titulaire toute la saison, disputant 37 matchs de championnat sur 38 possibles, et termine champion de troisième division à la fin de la saison.

#### Retour au SC Fribourg (2015-2020)
La relégation du SC Fribourg en deuxième division pour la saison 2015-2016, et le départ de Roman Bürki au Borussia Dortmund lui laisse le champ libre pour tenter de s'imposer définitivement en équipe première. Titulaire toute la saison en championnat, le SC Fribourg termine champion de deuxième division à l'issue de la saison, ce qui permet à Alexander Schwolow de remporter un second championnat pour la deuxième saison consécutive.
Pour la saison 2016-2017, et fraîchement promu en Bundesliga, Alexander Schwolow est maintenu titulaire dans les buts du SC Fribourg par Christian Streich. Le club réalise une bonne saison pour son retour parmi l'élite et parvient même, grâce à sa septième place, à se qualifier pour les tours préliminaires de la Ligue Europa pour la saison suivante.

#### Hertha BSC (2020-2023)
Le 4 août 2020, bien que longuement annoncé partant vers Schalke 04, le Hertha Berlin annonce officiellement son transfert pour un montant de 8 millions d'euros.

## Statistiques
| Saison                | Club                     | Championnat           | Championnat | Championnat | Coupe(s) nationale(s) | Coupe(s) nationale(s) | Compétition(s) continentale(s) | Compétition(s) continentale(s) | Compétition(s) continentale(s) | Total | Total |
| Saison                | Club                     | Division              | M.          | B.          | M.                    | B.                    | Comp.                          | M.                             | B.                             | M.    | B.    |
| 2010-2011             | SC Fribourg II           | Regionalliga          | 9           | 0           | -                     | -                     | -                              | -                              | -                              | 9     | 0     |
| 2011-2012             | SC Fribourg II           | Regionalliga          | 18          | 0           | -                     | -                     | -                              | -                              | -                              | 18    | 0     |
| 2012-2013             | SC Fribourg II           | Regionalliga          | 14          | 0           | -                     | -                     | -                              | -                              | -                              | 14    | 0     |
| 2013-2014             | SC Fribourg II           | Regionalliga          | 10          | 0           | -                     | -                     | -                              | -                              | -                              | 10    | 0     |
| Sous-total            | Sous-total               | Sous-total            | 51          | 0           | 0                     | 0                     | -                              | 0                              | 0                              | 51    | 0     |
| 2013-2014             | SC Fribourg              | Bundesliga            | 1           | 0           | -                     | -                     | C3                             | -                              | -                              | 1     | 0     |
| 2014-2015             | Arminia Bielefeld (prêt) | 3. Liga               | 37          | 0           | 6                     | 0                     | -                              | -                              | -                              | 43    | 0     |
| 2015-2016             | SC Fribourg              | 2. Bundesliga         | 33          | 0           | -                     | -                     | -                              | -                              | -                              | 33    | 0     |
| 2016-2017             | SC Fribourg              | Bundesliga            | 34          | 0           | 1                     | 0                     | -                              | -                              | -                              | 35    | 0     |
| 2017-2018             | SC Fribourg              | Bundesliga            | 33          | 0           | 2                     | 0                     | C3                             | 2                              | 0                              | 37    | 0     |
| 2018-2019             | SC Fribourg              | Bundesliga            | 33          | 0           | 2                     | 0                     | -                              | -                              | -                              | 35    | 0     |
| 2019-2020             | SC Fribourg              | Bundesliga            | 24          | 0           | 1                     | 0                     | -                              | -                              | -                              | 25    | 0     |
| Sous-total            | Sous-total               | Sous-total            | 195         | 0           | 12                    | 0                     | -                              | 2                              | 0                              | 209   | 0     |
| 2020-2021             | Hertha BSC               | Bundesliga            | 26          | 0           | 1                     | 0                     | -                              | -                              | -                              | 27    | 0     |
| 2021-2022             | Hertha BSC               | Bundesliga            | 25          | 0           | 3                     | 0                     | -                              | -                              | -                              | 28    | 0     |
| Sous-total            | Sous-total               | Sous-total            | 51          | 0           | 4                     | 0                     | -                              | 0                              | 0                              | 55    | 0     |
| 2022-2023             | Schalke 04 (prêt)        | Bundesliga            | 23          | 0           | 2                     | 0                     | -                              | -                              | -                              | 25    | 0     |
| Sous-total            | Sous-total               | Sous-total            | 23          | 0           | 2                     | 0                     | -                              | 0                              | 0                              | 25    | 0     |
| 2023-2024             | Union Berlin             | Bundesliga            | 1           | 0           | -                     | -                     | C1                             | -                              | -                              | 1     | 0     |
| Sous-total            | Sous-total               | Sous-total            | 1           | 0           | 0                     | 0                     | -                              | 0                              | 0                              | 1     | 0     |
| Total sur la carrière | Total sur la carrière    | Total sur la carrière | 321         | 0           | 18                    | 0                     | -                              | 2                              | 0                              | 341   | 0     |

## Palmarès
| Arminia Bielefeld (1)                                 | SC Fribourg (1)                                       |
| ----------------------------------------------------- | ----------------------------------------------------- |
| - Championnat d'Allemagne de D3 (1) - Champion : 2015 | - Championnat d'Allemagne de D2 (1) - Champion : 2016 |

Alexander Schwolow est champion de troisième division allemande en 2015 avec l'Arminia Bielefeld. Il devient également champion de deuxième division allemande la saison suivante pour son retour avec le SC Fribourg.